# 约翰·科伊尔
约翰·科伊尔（英語：John Coyle，1968年8月18日—），美国男子短道速滑运动员。他曾代表美国参加1994年冬季奥林匹克运动会短道速滑比赛，获得男子5000米接力银牌。